# Manuel Mendive
Manuel Mendive Hoyos es un artista plástico de nacionalidad cubana. Entre los reconocimientos que ha recibido se encuentran, el más reciente en el año 2009 la Medalla de los Cinco Continentes de la UNESCO, el Premio Nacional de Artes Plásticas en el 2001 otorgado por Cuba, la Orden Caballero de las Artes y las Letras del Ministerio de Cultura y Francofonía de la República de Francia en 1994, y la Orden Félix Varela del Consejo de Estado de la República de Cuba en 1994.

## Carrera
En 1962 se graduó en escultura y pintura con honores de la Escuela de Artes de San Alejandro. Complementó su aprendizaje con estudios en Etnología Folklore, en la Academia de Ciencias de Cuba, y de Historia del Arte, en la Facultad de Artes y Letras de la Universidad de La Habana.
En 1964 tuvo su primera exposición individual en el Centro de Arte de La Habana y desde entonces ha expuesto en diversos lugares alrededor del mundo, como Hungría, Polonia, Angola, Rusia, Congo, entre otros. Su obra se puede observar tanto en el Museo Nacional de Bellas Artes de Cuba como en museos de Rusia, Somalia, Congo, Noruega, Finlandia, entre otros.

## Su Visión en el arte
La génesis de su búsqueda creativa se inserta en descubrir el misterio de la creación a partir de la energía propia que emana de los orishas del panteón yoruba. Sus obras muestran esa fuerza telúrica de espontánea fluidez en aras de expresar su conceptualización del término identidad, elemento de búsqueda dentro del movimiento de rescate y revalorización de la cultura propiciada en los años sesenta en Cuba. En ese intento por develar lo cubano, impulsado por el propio proceso social, Mendive emergió con una poética poseedora de un poderoso lirismo, expresión de una sabiduría ligada a las raíces africanas en las que apresa, desde su entorno familiar, su medio y su historia. Al apropiarse de la magia y el mito presentes en la vida cotidiana de los creyentes ha recreado su cosmos genuino y particular, donde se presentan los dioses en su relación con los mortales, pero no con los mortales actuantes en el mito yoruba original, sino hombres y mujeres concretos y actuales.